# Amt Alach
Das Amt Alach war eine im Erfurter Staat gelegene territoriale Verwaltungseinheit des Kurfürstentums Mainz und dessen 1802 gebildeten Nachfolgestaates, des preußischen und ab 1807 französischen Fürstentums Erfurt. Bis zu seiner Auflösung zu Beginn des 19. Jahrhunderts bildete es den räumlichen Bezugspunkt für die Einforderung landesherrlicher Abgaben und Frondienste, für Polizei, Rechtsprechung und Heeresfolge.

## Geographische Lage
Mittelpunkt des Amtes war Alach, etwa acht Kilometer westlich von Erfurt auf einer zum Thüringer Becken gehörenden Hochfläche, der Alacher Höhe, gelegen.

## Geschichte
Das Amt Alach wurde im Jahre 1706 bei einer Verwaltungsreform des Erfurter Staats gebildet und 1777 mit dem Amt Mühlberg vereinigt. Zum Amt gehörten 15 Orte.